# Fiat 5
Fiat 5 (Fiat 50-60 HP) — легковой автомобиль, выпускавшийся компанией Fiat с 1910 по 1916 год.
Автомобиль оснащался двигателем объёмом 9017 куб. см и мощностью 75 лошадиных сил, который позволял развивать скорость до 100 км/ч. Привод на задние колёса осуществлялся через карданный вал. Освещение обеспечивалось с помощью магнето.
«Tipo 5» пришёл на смену модели Fiat 50 HP и был одним из самых роскошных автомобилей своего времени. В 1921 году ему на смену пришёл Fiat 520 «Superfiat».
В 1914 году впервые на автомобиле были установлены гнутые ветровое и заднее стёкла, а с 1915 года система освещения была переведена на 12 В.
Всего было выпущено 457 автомобилей.